# William Maingay Ozanne
William Maingay Ozanne C.B. C.B.E. M.C., britanski general, * 15. september 1891, † 24. marec 1966.